# Cayetano Alberto de la Barrera

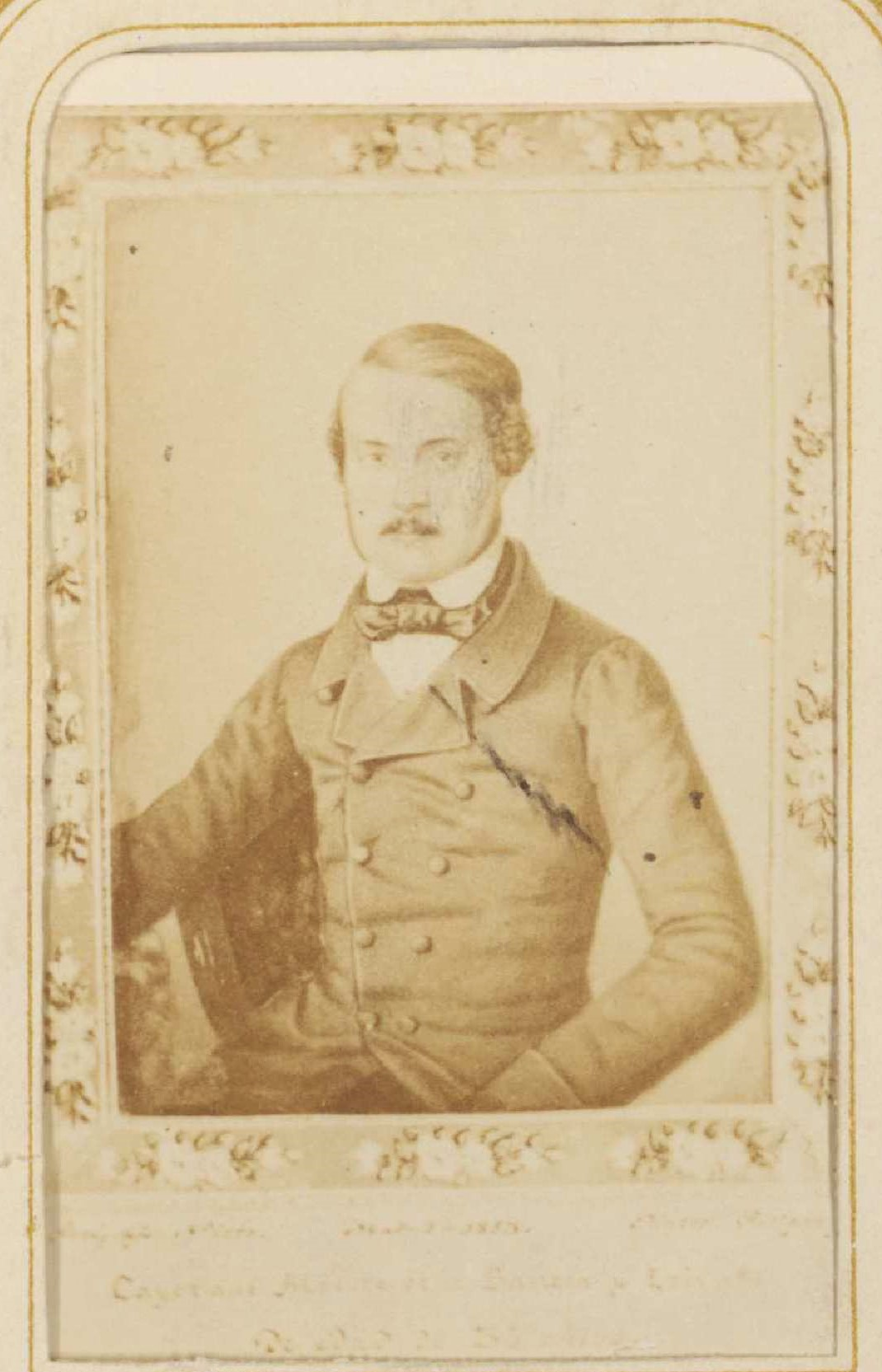
Cayetano Alberto de la Barrera, fotografía de Eusebio Juliá. Madrid, Biblioteca Nacional de España

Cayetano Alberto de la Barrera y Leirado (Madrid, 7 de agosto de 1815-30 de octubre de 1872), bibliógrafo, biógrafo, cervantista e historiador de la literatura español.

## Biografía
Era hijo del farmacéutico Antonio de la Barrera y Canales, cuya familia provenía toda del ámbito militar, y de María de la Concepción Leirado y Ortega. Aunque ambos eran nacidos en Madrid, su rama paterna provenía de Soria. Su hijo, de una salud siempre atribulada y tremendamente quebradiza, estudió en el Colegio Imperial de los Jesuitas y obtuvo el bachiller en Filosofía en el Colegio de San Carlos. Se inclinaba por el Derecho, pero Cayetano inició al fin el estudio de la Medicina, aunque la carrera que terminó fue la de Farmacia en 1837 y trabajó en la botica de su padre, ya enfermo: marchó por cuestiones de salud a un clima más seco y puso una farmacia en Martos (Córdoba) durante dos años. A fines de 1844, recuperado, ya estaba otra vez en Madrid. Murieron sus padres en 1852 y tras llevar la botica cuatro años la malvendió en 1856, consumiendo su patrimonio en comprar libros raros para sus investigaciones bibliográficas, pero subsistiendo de las rentas de una propiedad heredada. 
En 1867 se casó con 51 años y un mal negocio le hizo perder la mitad de sus bienes; como además tuvo una niña, (luego tendrá otras dos) tuvo que vender sus libros, volver a trabajar de farmacéutico y hacer oposiciones para el Cuerpo de Archiveros y Bibliotecarios, a lo que le daban derecho sus numerosos trabajos bibliográficos, pero en ausencia de plazas, fue creada una a duras penas para él de miserable oficial tercero en la sección de Manuscritos de la Biblioteca Nacional, encomendándosele la ingrata tarea de confeccionar un índice por materias. Murió pobre dejando tres niñas en la infancia y una viuda, para la que se pidió la cortísima pensión a que tenía derecho.
Aureliano Fernández Guerra, que se benefició de su inestimable ayuda para lo más sólido y sistemático de sus trabajos sobre Quevedo, quiso afiliarlo al bando de Cándido Nocedal, y otros políticos también intentaron atraérselo como pudieron, pero él siempre renegó de política y políticos, a pesar de que le ofrecieron cargos y puestos sustanciosos.
Cayetano fue un erudito típico del Positivismo decimonónico, lleno de datos e informaciones documentales con las que perfeccionaba interminablemente sus obras principales con una germánica precisión y talento organizador. Llenó de notas correctoras su ejemplar de la Historia de la literatura española de George Ticknor. Su Catálogo sigue siendo un monumento de la erudición española y todavía se consulta con fruto. Destrozó críticamente, con ayuda de Gallardo, la superchería cervantina de Adolfo de Castro con motivo de la polvareda levantada por el falso Buscapié, en realidad un centón de textos del Siglo de Oro y no obra del Alcalaíno. Descubrió informaciones nuevas sobre la vida de Lope de Vega que empezaron a resquebrajar científicamente la imagen del mito, ofendiendo gravemente la hipócrita y puritana moralidad decimonónica. Descubrió y divulgó la importancia del Manuscrito Chacón para la cronología y estudio de la obra de Luis de Góngora. Fue muy amigo de Francisco de Borja Pavón, de Juan Eugenio Hartzenbusch, de Manuel Cañete e incluso del arisco erudito y bibliógrafo Bartolomé José Gallardo, de quien fue tal vez el único discípulo directo.
Actualmente sus restos descansan en el cementerio de la Almudena.

## Obra
Escribió un importante Catálogo bibliográfico y biográfico del teatro antiguo español, desde sus orígenes hasta mediados del siglo XVIII (Madrid, 1860), muy rico en materiales e indispensable para historia literaria. También escribió Nueva biografía de Lope de Vega, inserta en el tomo primero de la gran edición de las obras del Fénix publicadas por la Academia, precedente inexcusable de los ulteriores intentos biográficos sobre el padre del teatro clásico español del Siglo de Oro. 
Otras obras suyas son Adiciones a las poesías de don Francisco de Rioja (Sevilla, 1872), Notas a la vida de Cervantes, escrita por don Martín Fernández de Navarrete (Madrid, 1864); El cachetero del Buscapié, póstuma, impresa en Santander, 1916. "Notas biográficas de... don Juan de Arguijo", 1868, en el tomo III de Revista Española. y los dos volúmenes, manuscritos en una primorosa letra, de un Cancionero de poetas españoles de los siglos XVI y XVII que se conservan en la Biblioteca Menéndez Pelayo y le fueron regalados por Francisco Asenjo Barbieri.